# 石井千治
石井千治（いしい せんじ、1870年1月6日（明治2年12月5日） - 1928年（昭和3年）12月15日）は、囲碁の棋士、二代目中川亀三郎。茨城県出身、方円社などに所属、八段。方円社4代目社長。田村保寿（本因坊秀哉）との5次に渡る十番碁を行った。

## 経歴
茨城県笠間で、旧笠間藩士・石井友常の三男として生まれる。元の名は仙治。幼時の頃に隣家で碁を教わり、10歳頃には北関東一帯で話題になるほどだった。旧笠間藩主牧野貞寧が碁好きであったため、仙治が14歳の時に東京の屋敷に引き取り、方円社の村瀬秀甫に試験をしてもらって、1882年（明治15年）方円社塾生第1号となる。1884年初段（方円社九級）、翌年二段。この頃、田村保寿、杉岡栄次郎とともに方円社三小僧と呼ばれた。1886年に林家の分家である女流棋士林佐野の養子となり、林千治を名乗るが、1891年に石井姓に戻る（字は千治のまま）。
1892年に五段昇段に異義を唱えた小林鉄次郎と打込み碁を打ち（石井先）、19局目で4番勝ち越して昇段を果たす。1895年に頭山満主催で、方円社を除籍となって本因坊秀栄門下となっていた田村保寿と頭山邸で十番碁を打ち（田村先）、第9局目までで向先相先に打ち込まれ、2勝7敗1ジゴで終わる。1897年に松岡譲・高田慎蔵邸で田村と第2次十番碁、4局目までで互先に打ち込まれ、2勝10敗となる。続いて同年から1898年の第3次十番碁で、3局目までで先相先に打ち込まれ、5勝5敗とする。1899年の第4次十番碁は3局まで1勝2敗で中断。続く四象会の対局で2連敗し、定先に打ち込まれる。
1901年六段、32歳にして方円社副社長となる。1903年に中川亀三郎死去において遺言により中川家養子となり、中川千治となる。しかし方円社長の広瀬平治郎との不和で1907年に方円社を脱退。同年、田村と第5次十番碁開始。頭山満、広岡浅子主催で、棋譜は雑誌『日本及日本人』に掲載、この2月の秀栄没後の後継者と目される田村にとっての一大決戦と喧伝され、囲碁史上初の観戦記が古島一雄により付せられた。千治は4局目までで1勝3敗で先二に打ち込まれ、続いて2連敗し6局で中止となった。
1909年に岩佐銈、野沢竹朝ら十数人とともに囲碁同志会を結成、機関誌「囲碁世界」を発刊。同年七段昇段し、二代目中川亀三郎を襲名。
1912年（大正元年）に巌崎健造に請われて囲碁同志会を解散して方円社に復帰し、巌崎を継いで方円社4代目社長に就任、1920年に辞任するまで務めた。翌1921年八段昇段し、方円社顧問となる。1924年の碁界大合同により、日本棋院設立に参画。日本棋院の手合割の改革により秀哉とは先相先となり、先番で1勝1敗としたが、続く秀哉の先番での対局は行われなかった。1927年（昭和2年）からの大手合の東西対抗戦では秀哉に継ぐ八段として審判役を務めた。翌1928年、気管支癌のため死去。酒豪であったとされる。没後遺志により、門下の小野寺新（中川新之）を養子とした。
加島屋の実業家・広岡浅子は囲碁を愛好しており、自らもアマチュアとして上級者であり、また、棋士の石井千治を後援した。

## 他の棋歴
- 1896年に本因坊秀栄と十番碁（千治先）、2勝8敗。
- 1901-1902年に広瀬平治郎と十番碁（広瀬先）、2勝8敗。